# Disintegrate
Disintegrate är det tredje albumet från det norska death metal-bandet Zyklon, utgivet 15 maj 2006 av Candlelight Records. Albumet spelades in mellan november och december i Akkerhaugen Lydstudio, i Norge.

## Låtlista
1. "In Hindsight" – 4:35
2. "Disintegrate" – 4:02
3. "Ways of the World" – 5:14
4. "Subversive Faith" – 5:09
5. "Cold Grave" – 4:40
6. "Vile Ritual" – 3:12
7. "Underdog" – 3:50
8. "Wrenched" – 5:15
9. "Vulture" – 3:13
10. "Skinned and Endangered" – 5:56

- Text: Faust
- Musik: Zyklon

## Medverkande
Musiker (Zyklon-medlemmar)
- Samoth (Tomas Thormodsæter Haugen) – gitarr
- Trym Torson (Kai Johnny Solheim Mosaker) – trummor
- Destructhor (Thor Anders Myhren) – sologitarr
- Secthdamon (Tony Ingebrigtsen) – sång, basgitarr

Bidragande musiker
- Cosmocrator (André Søgnen) – programmering (spår 10)

Produktion
- Zyklon  – producent
- Thorbjørn Akkerhaugen – producent, ljudtekniker
- Patrik J. (Patrik Jerksten) – producent, ljudmix
- Fredrik Nordström – ljudmix
- Peter In de Betou – mastering
- Izholo (Tomas Jensen) – effekter, omslagsdesign
- O-Men (Stephen O'Malley) – omslagsdesign
- Samoth – omslagsdesign
- Björn Gooßes – omslagsdesign, foto
- Dave Preissel – foto
- Faust (Bård Guldvik Eithun) – sångtexter